# Stadion we Wronkach
Stadion Akademii KKS Lech Poznań we Wronkach (d. Stadion Amiki Wronki) – stadion piłkarski we Wronkach, używany przez rezerwy Lecha Poznań (poprzednio przez Amicę Wronki). Jest częścią ośrodka sportowo-rekreacyjnego, w którym często trenuje reprezentacja Polski. W 2004 roku przeszedł renowację i spełnia wszystkie wymogi UEFA. Wyposażony jest w sztuczne oświetlenie oraz podgrzewaną murawę, w otoczeniu znajduje się też hotel, centrum konferencyjne, pub i restauracja. Na początku 2009 w związku z występami Lecha Poznań na stadionie Amiki dobudowane zostały tymczasowe trybuny, zwiększające pojemność o blisko dwa tysiące miejsc.

## Spotkania
Obiekt w latach 1995–2006 gościł rozgrywki Ekstraklasy z udziałem Amiki Wronki. W sezonie 1999/00 (9 czerwca 2000) rozegrano rewanżowe spotkanie finału Pucharu Polski, w którym to Amica pokonała 3:0 Wisłę Kraków i sięgnęła po trofeum. Na początku sezonu 2009/10 rozgrywane były również mecze Ekstraklasy z udziałem Lecha Poznań, w związku z przebudową poznańskiego obiektu. Stadion gościł również rozgrywki eliminacyjne i zasadnicze Pucharu Zdobywców Pucharów oraz Pucharu UEFA z udziałem Amiki, w tym rozgrywki fazy grupowej w sezonie 2004/05, a także eliminacje Pucharu UEFA w sezonie 2009/10, w których brał udział Lech Poznań.

### Mecze kadry narodowej
Na stadionie dwukrotnie zagościła reprezentacja Polski, wygrywając oba spotkania bez utraty bramki:
| Rodzaj spotkania | Data spotkania | Rywal Polski | Frekwencja | Wynik meczu | Strzelcy bramek                           | Sędzia            |
| ---------------- | -------------- | ------------ | ---------- | ----------- | ----------------------------------------- | ----------------- |
| Towarzyski       | 14 maja 2006   | Wyspy Owcze  | 4000       | 4–0 (1–0)   | Mila 15', Rasiak 48', 84', Saganowski 73' | Arkadiusz Pruś    |
| Towarzyski       | 27 lutego 2008 | Estonia      | 4500       | 2–0 (1–0)   | Matusiak 38', Zahorski 72'                | Stanisław Todorow |

### Mistrzostwa Europy U-19 w 2006 roku
W 2006 roku Wielkopolska była gospodarzem turnieju finałowego Mistrzostw Europy U-19, a wśród sześciu obiektów goszczących te rozgrywki znalazł się również stadion Amiki Wronki. Rozegrano na nim dwa spotkania grupowe oraz jeden półfinał:
| Data spotkania | Faza turnieju | Mecz                | Wynik meczu | Strzelcy bramek                                       | Sędzia         |
| -------------- | ------------- | ------------------- | ----------- | ----------------------------------------------------- | -------------- |
| 20 lipca 2006  | Grupowa       | Polska – Belgia     | 4–1 (2–0)   | Janczyk 10', 43', 57', Marciniak 90' – Lamah 62'      | Ivan Bebek     |
| 23 lipca 2006  | Grupowa       | Austria – Belgia    | 4–1 (1–0)   | Hoffer 16', 53', Madl 82', Gramann 86' (k) – Moia 51' | Novo Panić     |
| 26 lipca 2006  | Półfinał      | Hiszpania – Austria | 5–0 (2–0)   | Suárez 34', García 42', 80', Mata 72', Bueno 88'      | Jonas Eriksson |

### Mistrzostwa Europy U-18 w rugby union w 2014 roku
Na stadionie rozegrano także finał oraz mecz o 3. miejsce rozgrywek elity w ramach Mistrzostw Europy U-18 2014 w rugby union:
- Mecz o 3. miejsce:

| 19 kwietnia 201412:30 | Walia U-18 | 31:30 | Francja U-18 |  |
| 19 kwietnia 201412:30 |            | 31:30 |              |  |

- Finał:

| 19 kwietnia 201416:30 | Anglia U-18 | 30:14 | Irlandia U-18 |  |
| 19 kwietnia 201416:30 |             | 30:14 |               |  |